# G-10 (材质)
G-10或Garolite是一种高压玻璃纤维层，是一种复合材料。 它是通過堆叠多层玻纤布，浸入環氧樹脂，然后在加热壓縮，直到環氧樹脂凝固下生產的材料。 它通常會製成板材，厚度为几毫米的最爲常見，亦不乏棒材等。
G-10與Micarta或碳纤维层壓版非常相似，但以玻纤布作為填充材料。G-10是玻璃纤维層壓板中十分堅硬的，因此是最常用的。

## 属性
G-10因其高强度，低吸湿度，高电绝缘和化學品耐受性而受到欢迎。室温外，在潮湿或潮湿的条件下也能保持相關的特性。它最初被用作印刷电路板的基质，其名称G-10来自国家电气制造商协会的标准。
（
G-10的變種材料增加了很多不同的顔色和花紋，特别用于制作刀柄、火器和其他工具的手柄。这些可以是纹理（用于抓住），噴砂，粉碎或打磨。它的强度和低密度使它也用于其他类型的手工艺。

另外，3D打印中，因其有一定彈性、可以將打印件粘緊、冷卻後容易將打印件剝除、平滑、耐用等特性，被愛好者們用作打印平臺物料Maker's Muse. .   [2023-03-26]. （原始内容存档于2023-04-11） –Youtube （英语）.。

## 危險性
G-10通常在极端条件下安全处理。
切割或打磨時可能引起危險，玻璃和二氧化碳尘埃已知会导致呼吸道疾病并增加患肺癌的风险。對于任何此类工作，工作空间应适当通风，必须佩戴面具或呼吸器及戴上手套。
環氧樹脂据可燃性，一旦起火，将猛烈燃烧，释放出有毒气体。因此，含有阻燃添加剂的FR-4等类似材料在许多应用中取代了G-10.